# Striodentalium
Striodentalium is een geslacht van weekdieren uit de klasse van de Scaphopoda (tandschelpen).

## Soorten
- Striodentalium chinensis Qi & Ma, 1989
- Striodentalium concretum (Colman, 1958)
- Striodentalium hosoi (Habe, 1963)
- Striodentalium kanakorum Scarabino, 1995
- Striodentalium polycostatum Qi & Ma, 1989
- Striodentalium rhabdotum (Pilsbry, 1905)
- Striodentalium thetidis (Hedley, 1903)
- Striodentalium tosaensis (Habe, 1963)